# Bashtanivka
Bashtanivka  (ucraniano: Баштанівка) es una localidad del Raión de Bilhorod-Dnistrovskyi en el Óblast de Odesa de Ucrania. Según el censo de 2001, tiene una población de 932 habitantes.

## Historia
El 7 de octubre de 2023, cerca de la aldea se estableció un récord: la mayor cantidad de frutos de tomate para procesamiento en una sola planta, con 188 frutos que pesaban ocho kilos y medio.